# High Life (Musikkompilation)
high life war eine Serie von Musik-Samplern mit aktuellen Titeln aus den Musik-Charts und erschien zwischen 1977 und 1990 in regelmäßigen Abständen zuerst nur als Langspielplatte und Musikkassette, ab 1984 auch als CD. Verlegt wurde die Reihe von Polystar. Einige Titel erreichten hohe Platzierungen in den Schweizer Kompilationscharts, darunter sieben Mal die Spitzenposition.

## Diskografie
| Jahr | Titel                                                           | Höchstplatzierung, Gesamtwochen, AuszeichnungChartplatzierungen (Jahr, Titel, Platzierungen, Wochen, Auszeichnungen, Anmerkungen) | Höchstplatzierung, Gesamtwochen, AuszeichnungChartplatzierungen (Jahr, Titel, Platzierungen, Wochen, Auszeichnungen, Anmerkungen) | Höchstplatzierung, Gesamtwochen, AuszeichnungChartplatzierungen (Jahr, Titel, Platzierungen, Wochen, Auszeichnungen, Anmerkungen) | Anmerkungen |
| Jahr | Titel                                                           | DE | AT | CH | Anmerkungen |
| ---- | --------------------------------------------------------------- | --- | --- | --- | ----------- |
| 1977 | High Life – 20 Original Top Hits [1977]                         | — | — | — |             |
| 1978 | High Life – 20 Original Top Hits [1978]                         | — | — | — |             |
| 1979 | High Life – 20 Original Top Hits [1979-1]                       | — | AT1* (24 Wo.)AT | — |             |
| 1979 | High Life – 20 Original Top Hits [1979-2]                       | — | — | — |             |
| 1980 | High Life – 20 Original Top Hits [1980-1]                       | — | — | — |             |
| 1980 | High Life – 20 Original Top Hits [1980-2]                       | DE3* (5 Wo.)DE | — | — |             |
| 1981 | High Life – 20 Original Top Hits [1981-1]                       | — | — | — |             |
| 1981 | High Life – Original Top Hits [1981-2]                          | — | AT1* (20 Wo.)AT | — |             |
| 1981 | High Life – Original Top-Hits ungekürzt Winter ’81              | — | AT4* (8 Wo.)AT | — |             |
| 1982 | High Life – Original Top-Hits ungekürzt Frühjahr ’82            | — | — | — |             |
| 1982 | High Life – Original Top Hits ungekürzt Sommer ’82              | — | — | — |             |
| 1982 | High Life – Die Deutsche – Das Stärkste in Deutsch!             | — | — | — |             |
| 1982 | High Life – Die Deutsche – Deutsche Original Top Hits ungekürzt | — | — | — |             |
| 1982 | High Life – Ungekürzte Original Top-Hits Winter 82/83           | — | — | — |             |
| 1983 | High Life – Top Hits International – Frühjahr ’83               | — | — | — |             |
| 1983 | High Life [1983-3]                                              | — | — | — |             |
| 1984 | High Life – Original Top Hits International [1984]              | — | — | CH1 (6 Wo.)CH |             |
| 1984 | High Life – Internationale Hits ungekürzt [1984]                | — | AT5* (6 Wo.)AT | CH1 (11 Wo.)CH |             |
| 1984 | High Life – 20 ungekürzte Original Top-Hits!                    | — | — | CH2 (3 Wo.)CH |             |
| 1985 | High Life – 18 internationale Top-Hits ungekürzt                | — | — | CH1 (11 Wo.)CH |             |
| 1986 | High Life – 18 affenschrille Hitbananen                         | — | — | CH5 (2 Wo.)CH |             |
| 1986 | High Life ...nur das Gelbe vom Ei! – 18 internationale Top-Hits | — | — | CH1 (6 Wo.)CH |             |
| 1986 | High Life – Bärenstark!                                         | — | — | CH1 (8 Wo.)CH |             |
| 1986 | High Life – 24 himmlische Tophits                               | — | — | CH2 (2 Wo.)CH |             |
| 1987 | High Life – Da geht die Post ab!                                | — | AT17* (4 Wo.)AT | CH2 (10 Wo.)CH |             |
| 1987 | High Life – Die tierischen Brüller                              | — | — | CH3 (8 Wo.)CH |             |
| 1987 | High Life – Die heißen Nummern                                  | — | — | CH5 (1 Wo.)CH |             |
| 1987 | High Life – 24 Hits à la Chart                                  | — | — | CH1 (7 Wo.)CH |             |
| 1988 | High Life [1988-1]                                              | — | — | — |             |
| 1988 | High Life [1988-2]                                              | — | — | CH1 (8 Wo.)CH |             |
| 1988 | High Life – Superhitmachine                                     | — | — | CH3 (3 Wo.)CH |             |
| 1989 | High Life – Sommerhits                                          | — | — | CH5 (1 Wo.)CH |             |
| 1990 | High Life – Sommerhits [1990]                                   | — | AT2 (8 Wo.)AT | CH3 (5 Wo.)CH |             |

grau schraffiert: keine Chartdaten aus diesem Jahr verfügbar
*: Platzierung erfolgte in den Albumcharts